# Pavel Nedvěd
Pavel Nedvěd (wym. [ˈpavɛl ˈnɛdvjɛt]ⓘ; ur. 30 sierpnia 1972 w Chebie) – czeski piłkarz, który występował na pozycji pomocnika. Wicemistrz Europy 1996. Uczestnik mistrzostw świata 2006, mistrzostw Europy 2000 i 2004. W swojej karierze występował m.in. w Dukli Praga, Sparta Praga, S.S. Lazio i Juventus F.C. Uznawany za jednego z najlepszych piłkarzy w historii czeskiej piłki nożnej. Laureat złotej piłki w 2003. W latach 2015–2022 był wiceprezesem Juventusu. Przez Włoski Sąd Federalny w 2023, wraz z innymi byłymi działaczami tego klubu został ukarany za udział w aferze finansowej (we Włoszech nazwanej plusvalenza), trwającej w latach 2019-2021. 

## Kariera piłkarska
Treningi rozpoczął w RH Cheb – klubie, którego piłkarzem był jego ojciec, Vaclav. Jeszcze podczas nauki w szkole podstawowej otrzymał propozycję gry w drugoligowej Skodzie Pilzno. Zadebiutował w niej wkrótce po osiemnastych urodzinach.
W 1988 roku po szesnastoletniego Nedvěda zgłosiła się Sparta Praga. Na transfer zgody nie wyraził jego ojciec, ponieważ Pavel nie zdał do następnej klasy. Do Pragi pojechał dopiero po uzyskaniu średniego wykształcenia. Najpierw w drużynie Dukli odbył służbę wojskową, a po kilku miesiącach znalazł się w Sparcie. Jako jej zawodnik 5 czerwca 1994 roku meczem z Irlandią (3:1) zadebiutował w reprezentacji Czech, a dwa lata później z mistrzostw Europy przywiózł srebrny medal. Przed wyjazdem na angielski turniej podpisał kontrakt ze słowackim FC Koszyce. Formalnie był zawodnikiem tego klubu jeszcze przez miesiąc po Euro 96, ale nie stawił się na żadnym treningu. Otrzymał propozycje z PSV Eindhoven i S.S. Lazio. Menedżer Zdenek Nehoda z pomocą prawników uwolnił Nedvěda od wcześniejszych zobowiązań. Lazio, którego trenerem był wówczas Czech Zdenek Zeman, zapłaciło 4,4 miliona dolarów. Nedvěd zakończył występy w czeskiej lidze z wynikiem 117 meczów i 26 goli. Z Lazio zdobył mistrzostwo Włoch, dwa razy Puchar Włoch, Superpuchar Europy i Italii, a także Puchar Zdobywców Pucharów. Był ostatnim, który strzelił gola w historii tych rozgrywek.
Latem 2001 roku przeszedł do Juventusu za 35 milionów dolarów (wcześniej bezskutecznie starał się o niego Manchester United), w którym wypełnił lukę po sprzedanym do Realu Madryt Zinédine Zidane. Stał się tym samym najdroższym czeskim piłkarzem w historii.
W pierwszym sezonie gry w Juventusie zdobył scudetto. W sezonie 2002/2003 był już kluczowym zawodnikiem drużyny, grając wymiennie na pozycjach ofensywnego pomocnika i skrzydłowego. W jednym z wywiadów, Marcello Lippi oznajmił – „ten chłopak chyba nawet przez sen biega!” Juventus zdobył 27. scudetto oraz dotarł do finału Ligi Mistrzów. W zwycięskim półfinałowym meczu z Realem (3-1) Nedvěd był wraz z Alessandro Del Piero i Davidem Trezguetem najlepszym piłkarzem na boisku. Jednak w 82. minucie meczu sfaulował Steve’a McManamana, za co został ukarany żółtą kartką. Była to druga żółta karta w tamtych rozgrywkach, co wykluczyło Nedveda z udziału w finale. Juventus przegrał finał z A.C. Milan w karnych, a jako główną przyczynę porażki włoskiej drużyny komentatorzy uznali brak Nedveda.
Po sezonie 2002/2003 Czech wybrany został Najlepszym Piłkarzem Europy plebiscytu France Football (otrzymał Złotą Piłkę) i został wybrany najlepszym piłkarzem Czech (w sumie 6-krotnie w karierze). Latem 2009 roku odszedł z Juventusu i zakończył karierę piłkarską. 

## Działalność w zarządzie Juventusu
W latach 2015–2022 był jednym z wiceprezesów Juventusu. W grudniu 2020 został zawieszony na dwa tygodnie w sprawowaniu tej funkcji przez komisję dyscyplinarną włoskiej Serie A za obrazę sędziego podczas meczu z Torino. Wraz z zawieszeniem zostałał zobowiązany do zapłaty 10 tys. euro grzywny.
28 listopada 2022 wraz z całym zarządem Starej Damy podał się do dymisji. Miało to związek z ujawnieniem przez media afery dotyczącej nieprawidłowości, których w latach 2019-2021 mieli dopuszczać się ówcześni szefowie klubu, wśród których był także Pavel Nedvěd. Ukrywano w tym czasie informację o zadłużeniu Juventusu, nieksięgowano niektórych wypłat oraz podawano zawyżone kwoty transferowe.  W styczniu 2023, Federalny Sąd Apelacyjny ukarał drużynę Juventusu odjęciem 15 punktów w tabeli ligowej i objął karami zawieszenia działaczy należących do ówczesnego zarządu drużyny. Sam Nedvěd został wówczas objęty 8 miesięcznym zakazem sprawowania, jakichkolwiek funkcji we Włoskim Związku Piłki Nożnej i drużynach w nim zrzeszonych. Po wniesionym odwołaniu, ostatecznie odjęto Juventusovi 10 punktów w sezonie 2022/2023 Serie A.

### Osiągnięcia
- 1 Mistrzostwo Czechosłowacji: 1992/1993
- 2 Mistrzostwa Czech: 1993/1994 – 1994/1995
- 1 Puchar Czech: 1996
- 3 Mistrzostwa Włoch: 1999/2000, 2001/2002, 2002/2003
- 1 Puchar Zdobywców Pucharów: 1998/1999, 1 Superpuchar Europy: 1999
- 2 Puchary Włoch: 1997/1998 – 1999/2000
- 4 Superpuchary Włoch: 1998, 2000, 2002, 2003
- 1 Złota Piłka magazynu France Football: 2003
- 1 Najlepszy piłkarz świata wg magazynu World Soccer: 2003
- 1 Złota Stopa: 2004